# April (tapir)
April (27 de abril de 1983 - 31 de octubre de 2013) fue una tapir que vivió en el zoológico de Belice, en Belice, desde 1983 hasta su muerte en 2013. Ella era una tapir de Baird, el animal nacional de Belice.

## Biografía
April nació el 27 de abril de 1983. Esa fecha es ahora el Día Nacional del Tapir en Belice y el Día Mundial del Tapir a nivel mundial. April llegó por primera vez al zoológico en 1983, cuando estaba muy enferma por una infestación de gusanos. Sharon Matola, la encargada del zoológico, la cuidó para que recuperara la salud. Matora afirmó:

Ella [April] ha visto cambios de gobierno; ha conocido estrellas de cine; ha conocido a la realeza; su historia es realmente, rica y colorida…; ella es muy especial. Creo que todos los niños conocen a April la Tapir y es un miembro amado de la sociedad beliceña.

### Cumpleaños y Día Mundial del Tapir
Cada año, para estimular la protección de los tapires, se realizaba una fiesta para celebrar el cumpleaños de April: se confeccionaba un pastel con sus alimentos preferidos y se invitaba a la comunidad, especialmente a los niños, a participar de la celebración. También en ese día se realizaban diversas actividades y juegos educativos para los asistentes.
En 2008, el ministro de Estado de Belice, Elvin Penner, asistió a la fiesta.
En 2012, April recibió cuatro pasteles de cumpleaños hechos con comida de caballo, miel, pepinos y flores.
Su cumpleaños, el 27 de abril, quedó establecido como el Día Mundial del Tapir para concienciar sobre las especies de tapir que habitan en América Central y del Sur y el sudeste asiático y lograr su conservación, vital para salvar las selvas tropicales y los ecosistemas.

### Fallecimiento
April murió el 31 de octubre de 2013. Tenía 30 años al momento de su muerte.
Estudiantes de veterinaria que trabajan en el museo, se han encargado de reconstruir el esqueleto de April para poder tenerlo en el zoológico y seguir aprendiendo sobre tapires con la presencia permanente de April.

### Continuación del legado
Actualmente su puesto como embajadora de los tapires es cubierto por "Fuego", un tapir huérfano durante incendios forestales, con el que se intenta dar un mensaje para evitar estas situaciones. Él ha encabezado las festividades del Día del Tapir desde la muerte de April.